# Karton (kunst)

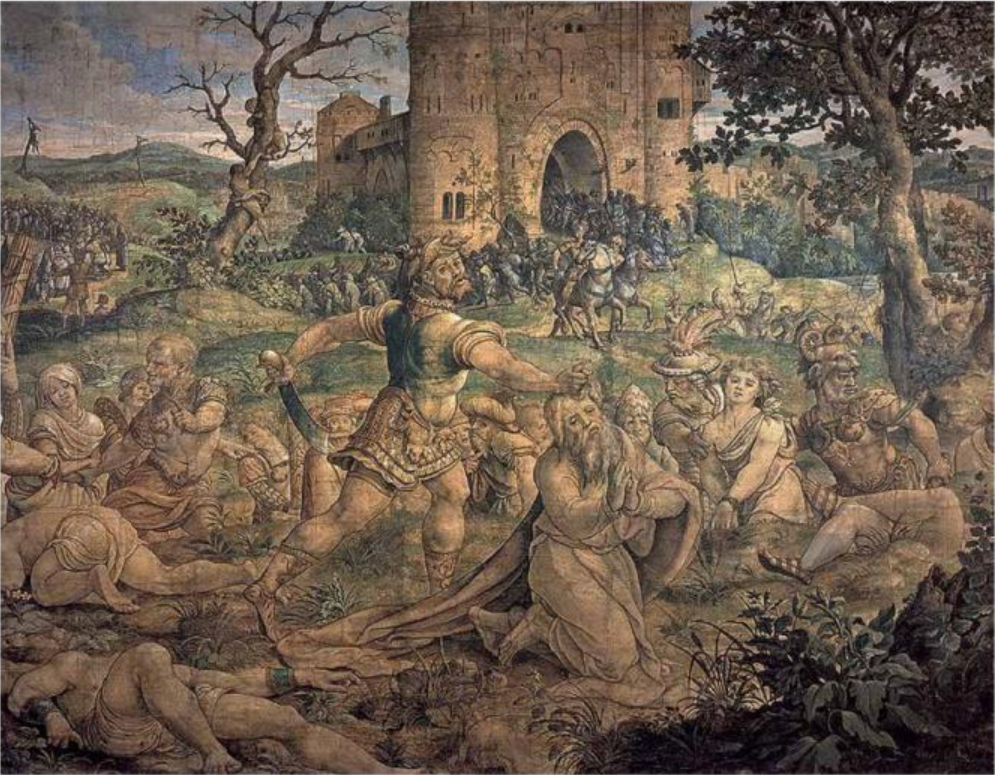
Martelaarschap van Paulus (Pieter Coecke van Aelst, ca. 1535), een van de oudst bewaard gebleven volledige tapijtkartons.

Een karton is in de beeldende kunsten een al dan niet gekleurde werktekening op ware grootte die als model dient voor het eigenlijke kunstwerk. Dit kan een schilderij zijn (niet zelden een fresco) of ook een wandtapijt, een brandraam, een mozaïek en zelfs een sculptuur of decor.
Bewaard gebleven kartons worden nu vaak sterk gewaardeerd op zichzelf.

## Benaming
De naam is afgeleid van het Italiaanse cartone (een grote carta). In het Middelnederlands sprak men ook wel van patroen en patroonwerckere (kartonschilder).

## Techniek
Na de voorstudies en de goedkeuring van een ontwerptekening door de opdrachtgever, ging de kunstenaar aan de slag met een gedetailleerd karton op schaal 1:1. Dit bestond meestal uit aan elkaar geplakte vellen papier waarop de contouren van de voorstelling met krijt, inkt of houtskool werden overgenomen. Naargelang ook de kunstvorm werd het karton ingekleurd (met dekverf, gewassen inkt...) of volstond men met het aangeven van de kleuren door cijfer- of lettercodes. Ook voor het overbrengen van de kartonvoorstelling naar het eigenlijke kunstwerk bestonden verschillende methodes.

### Wandtapijten
Het karton of patroon voor oude wandtapijten was aanvankelijk gemaakt van aan elkaar gekleefde vellen handgeschept papier. De tekening werd aangebracht met krijt of houtskool en ingekleurd met dekverf. Het vertalen van de voorstudie in een karton verliep soms via het maken van een petit patron. Toen men eenmaal beschikte over een model op ware grootte, was het gebruikelijk om de voornaamste figuren met inkt op de kettingdraden uit te zetten. Het vervolg van de operatie hing af van de gebruikte weeftechniek.
Bij het weven op een liggend getouw (lage schering, basse-lisse) werd het karton verticaal verknipt in repen van iets minder dan een meter breed. Telkens schoof men de strook die men nodig had onder de ketting. Gewoonlijk werd ze vastgehecht aan de onderliggende latten. De wevers hadden het model letterlijk onder hun neus en konden desnoods de kettingdraden licht uit mekaar te trekken om een beter zicht te krijgen. 
Nadeel van deze techniek is dat het weven (het maken van de bindingen) aan de achterzijde van het wandtapijt gebeurt, waar zich de uiteinden van de inslagdraden bevinden. Het eigenlijke werk aan de voorzijde is enkel met spiegel min of meer te raadplegen. Als een stuk klaar was, werden de weefbomen losgemaakt en de volgende strook van het karton onder de ketting gelegd.
Net als bij de prentkunst bekwam men dus een spiegelbeeld van het karton. Daarom maakten kartontekenaars hun ontwerp zelf gespiegeld. Een latere oplossing was om de kartons door te drukken op kalkeerpapier, zodat men deze calque gespiegeld onder de ketting kon leggen. Dit was naar alle waarschijnlijkheid de manier waarop de kartons van Peter Paul Rubens getransposeerd werden. Hij was bij de eersten om kartons te gaan maken met olieverf op doek.
Bij gebruik van verticale weefstoelen (hoge of staande schering, haute-lisse) lag het ingewikkelder. Het karton werd niet verknipt, maar in zijn geheel achter de wever opgesteld. Door in een spiegel voor hem te blikken, kon hij tegelijk het model zien en de vordering van zijn werk aan de voorkant van het getouw. De Encyclopédie ou dictionnaire raisonné des sciences, des arts et des métiers beschrijft hoe men als bijkomende hulp een calque aan de weefstoel vastmaakte om de belangrijkste lijnen met inkt over te brengen op de kettingdraden. 
Welke ook de gebruikte techniek, steeds vertaalden de wevers puur op gezicht het karton in textiel. Dit vergde een bijzonder talent, maar liet ook toe dat de kostbare kartons vrij ongeschonden uit het proces kwamen en opnieuw gebruikt konden worden voor zogenaamde herhalingen. In een tijd zonder auteursrecht was de eigendom van een karton de enige vorm van 'exclusiviteit' voor een atelier. Ze werden dan ook regelmatig verhandeld (bv. de aankoop in 1623 van Rafaëls Handelingen van de apostelen Petrus en Paulus voor de Mortlake manufactuur). Ook het kopiëren van kartons kwam regelmatig voor, onder meer als ze sporen van slijtage begonnen te vertonen. 
De kartonschilders waren vertrouwd met de eisen van het legwerk en gebruikten een beperkt kleurenpalet waarvan de kleurvastheid zich bewezen had. Het verven van zijde en wol met plantaardige en dierlijke stoffen had zijn eigen wetmatigheden. Rafaël hield er al wat minder rekening mee, maar degene die werkelijk de kleurenpracht liet primeren op de textiele finaliteit was Rubens. De ververs pasten hun palet aan om zijn rijkelijke schakeringen te volgen, maar dit ging ten koste van de kleurechtheid in latere eeuwen.

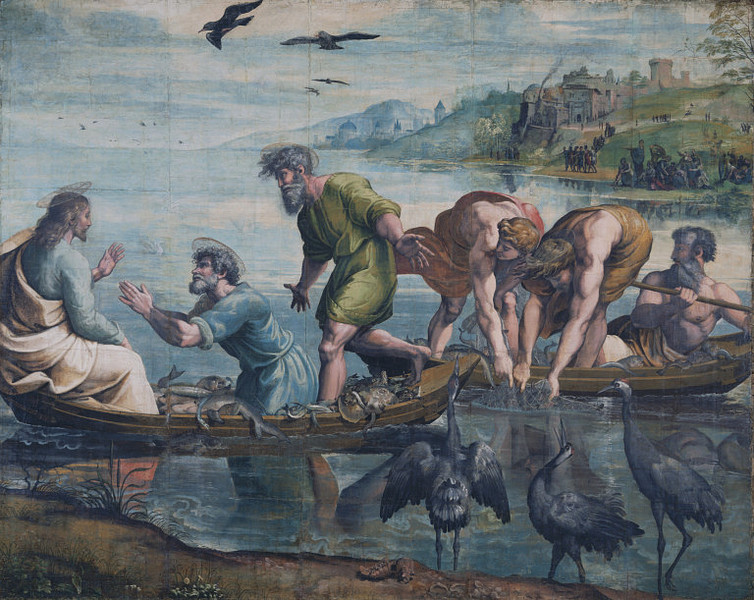
De wonderbaarlijke visvangst van Rafaël (ca. 1516)
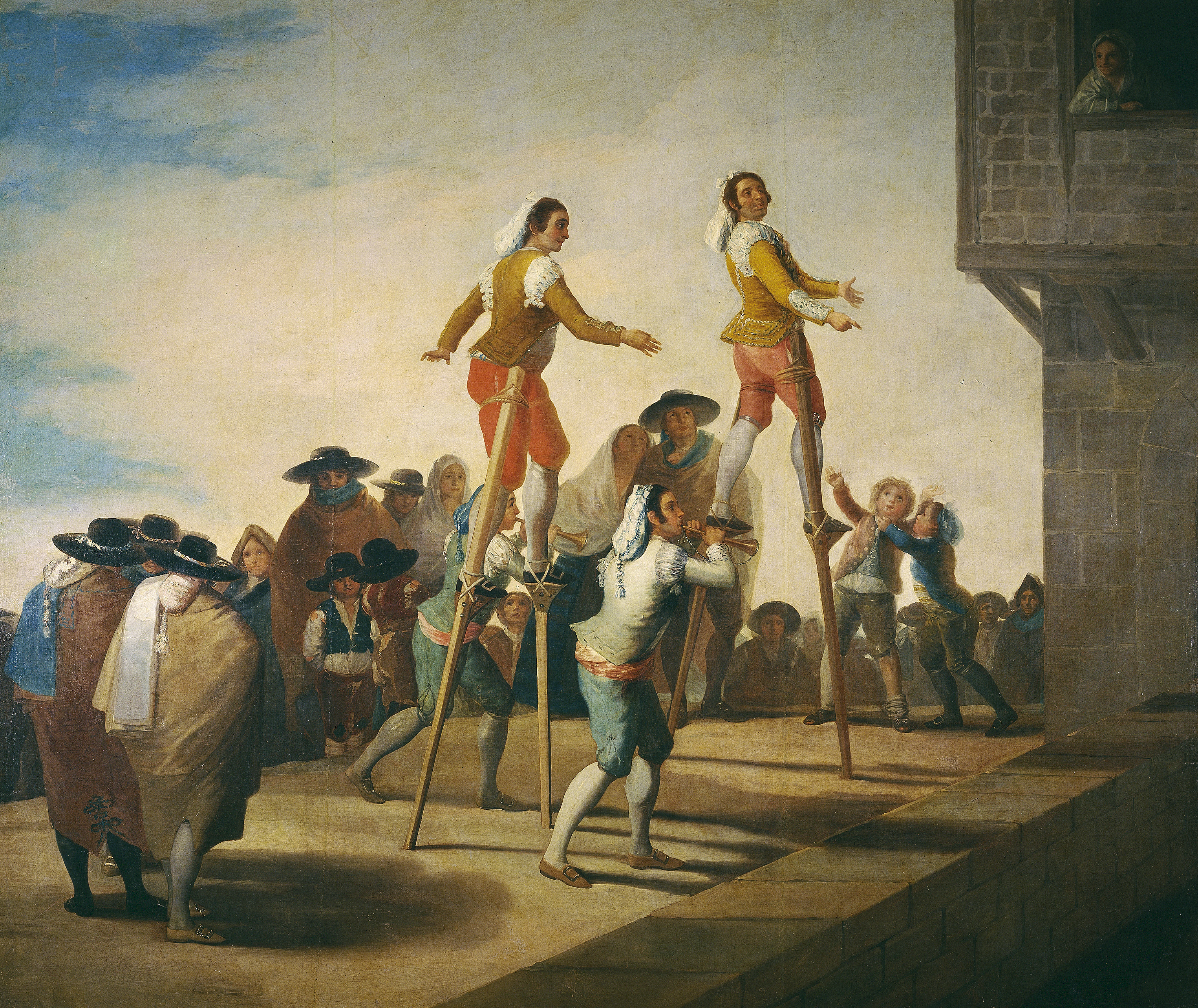
De steltlopers van Goya (ca. 1791)
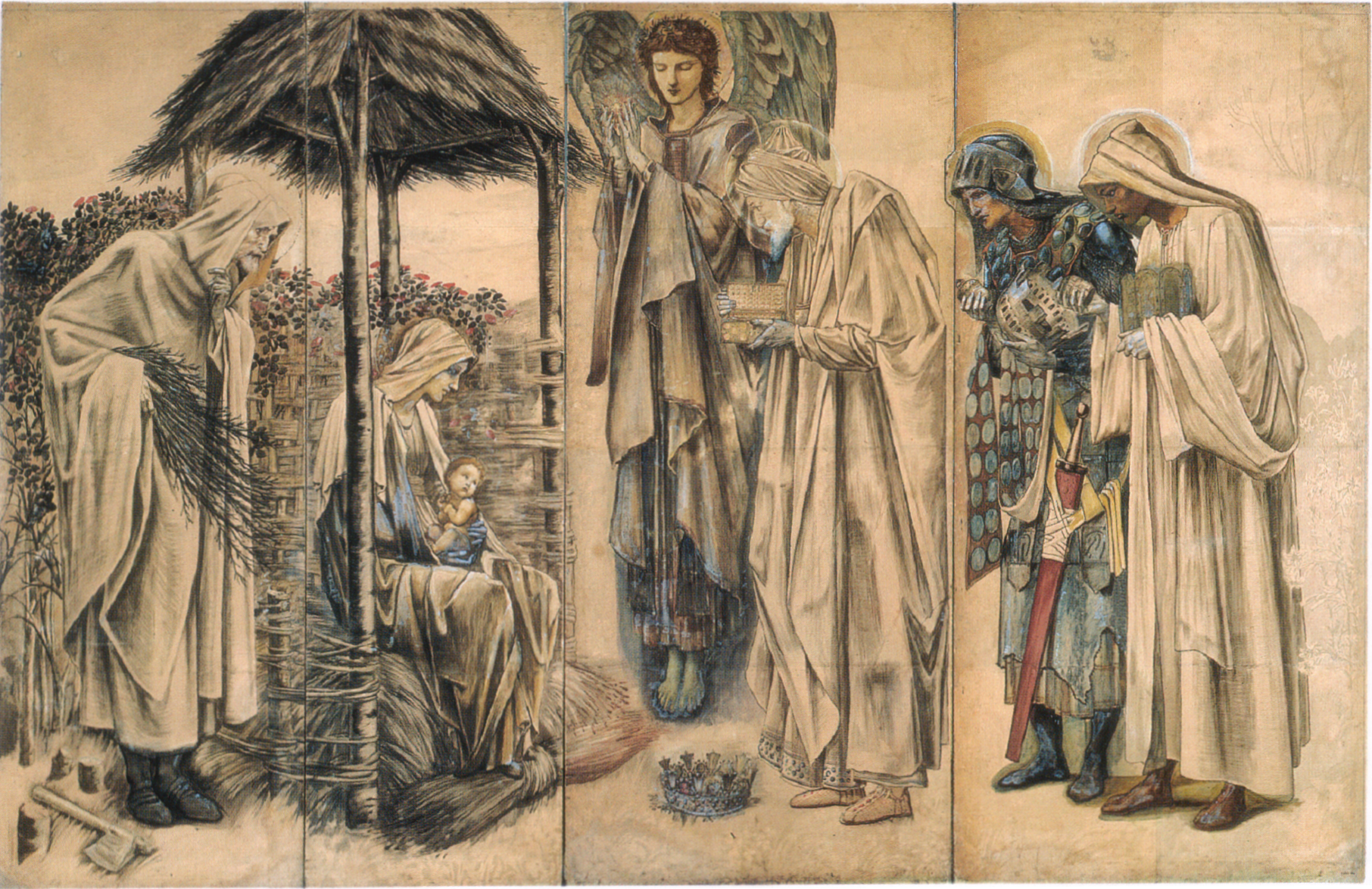
Aanbidding der Wijzen van Edward Burne-Jones (1888)

### Schilderijen en fresco's
De voor het frescoschilderen vereiste snelheid vergde grondige voorbereiding aan de hand van kartons. Meestal ging het om meerdere stukken papier die afzonderlijk konden gebruikt worden. Voor het overbrengen van de kartonvoorstelling bestonden een drietal methodes. Soms legde men het karton op het te beschilderen oppervlak en volgde men met een stilus de contouren om deze door te drukken. Zo bekwam men inkepingen op het werkvlak of zelfs lijnen (als men de achterkant van het karton met krijt of houtskoolpoeder had bestreken). Een andere methode was om duizenden gaatjes te prikken in het karton en daar dan vermalen houtskool doorheen te stampen.
In al deze gevallen zag het karton af. De bewaarde exemplaren zijn daarom meestal van niet-uitgevoerde projecten.
Kartons werden ook gebruikt bij het maken van schilderijen op doek of paneel. Vooral hoofden werden vaak als karton uitgevoerd en vervolgens op het werkvlak overgebracht. Dit leverde een ondertekening op die dan overschilderd werd. Minder cruciale onderdelen van de compositie werden direct met de vrije hand geschetst op het werkvlak. Vaak zijn schilderkartons uitgevoerd in clair-obscur.

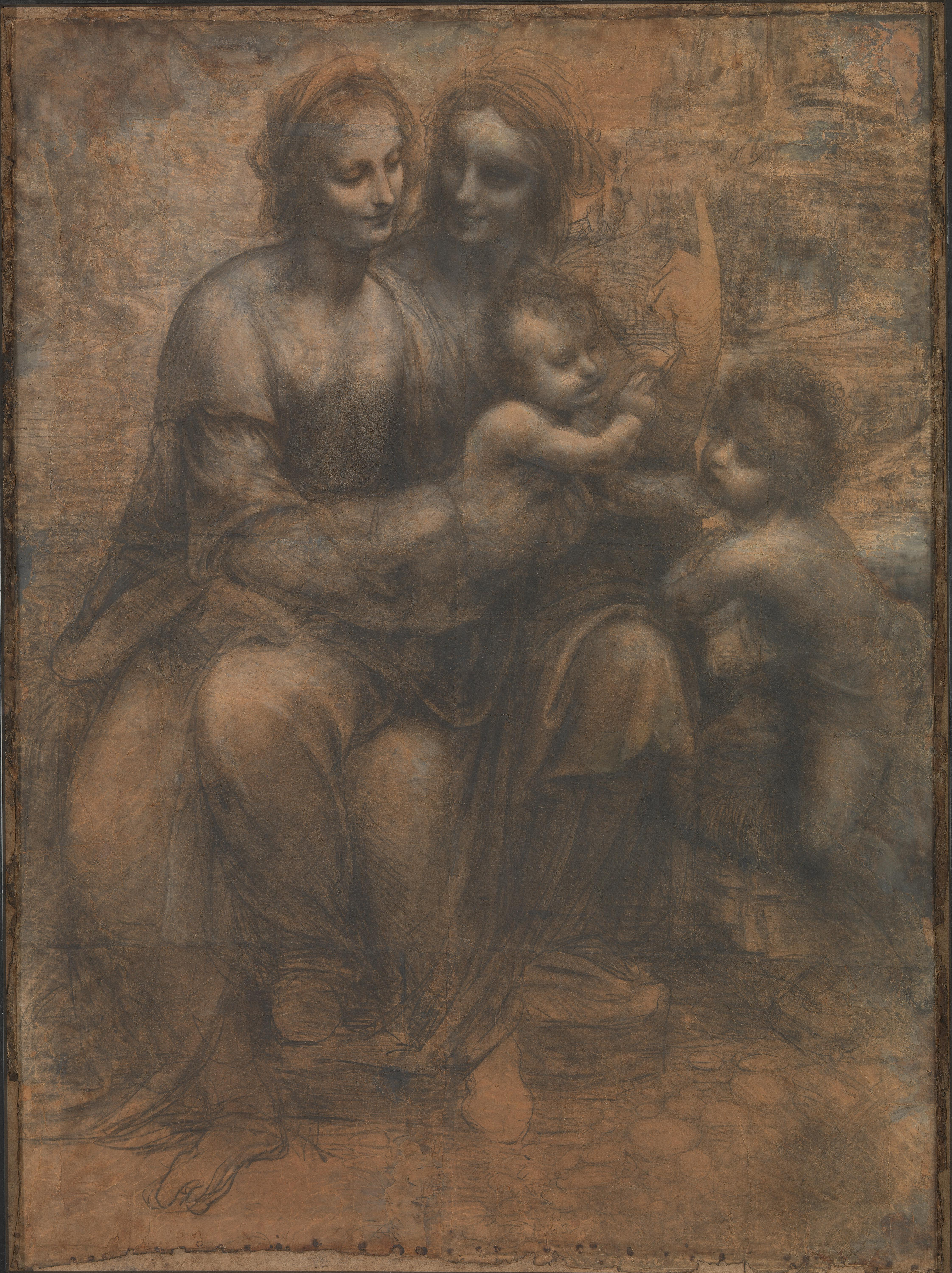
Karton van Leonardo da Vinci voor Maria met kind en Sint-Anna
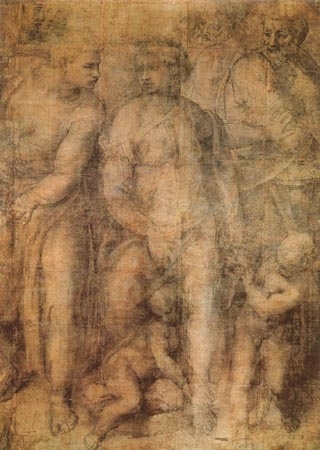
Epifania van Michelangelo (ca. 1551)
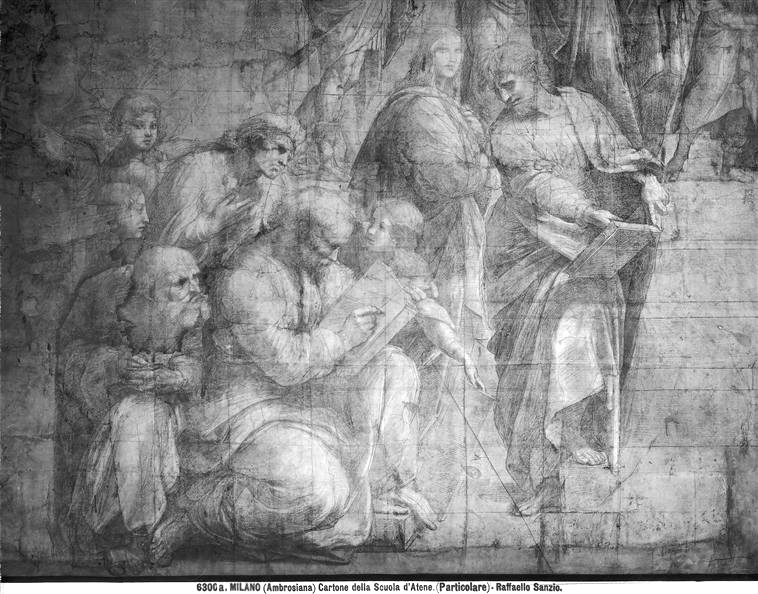
Detail van het karton voor De school van Athene van Rafaël
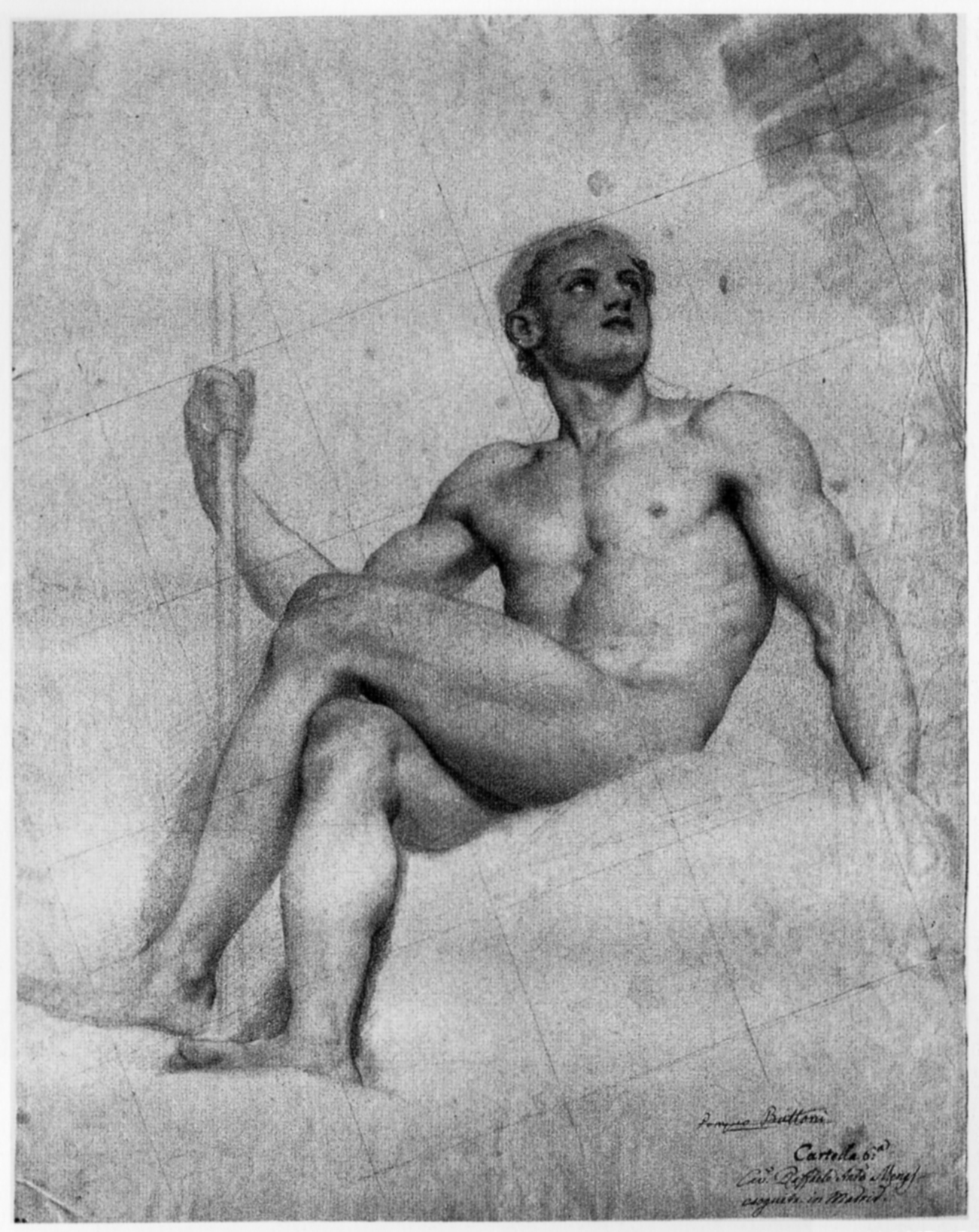
Frescokarton door Anton Raphael Mengs (ca. 1775)
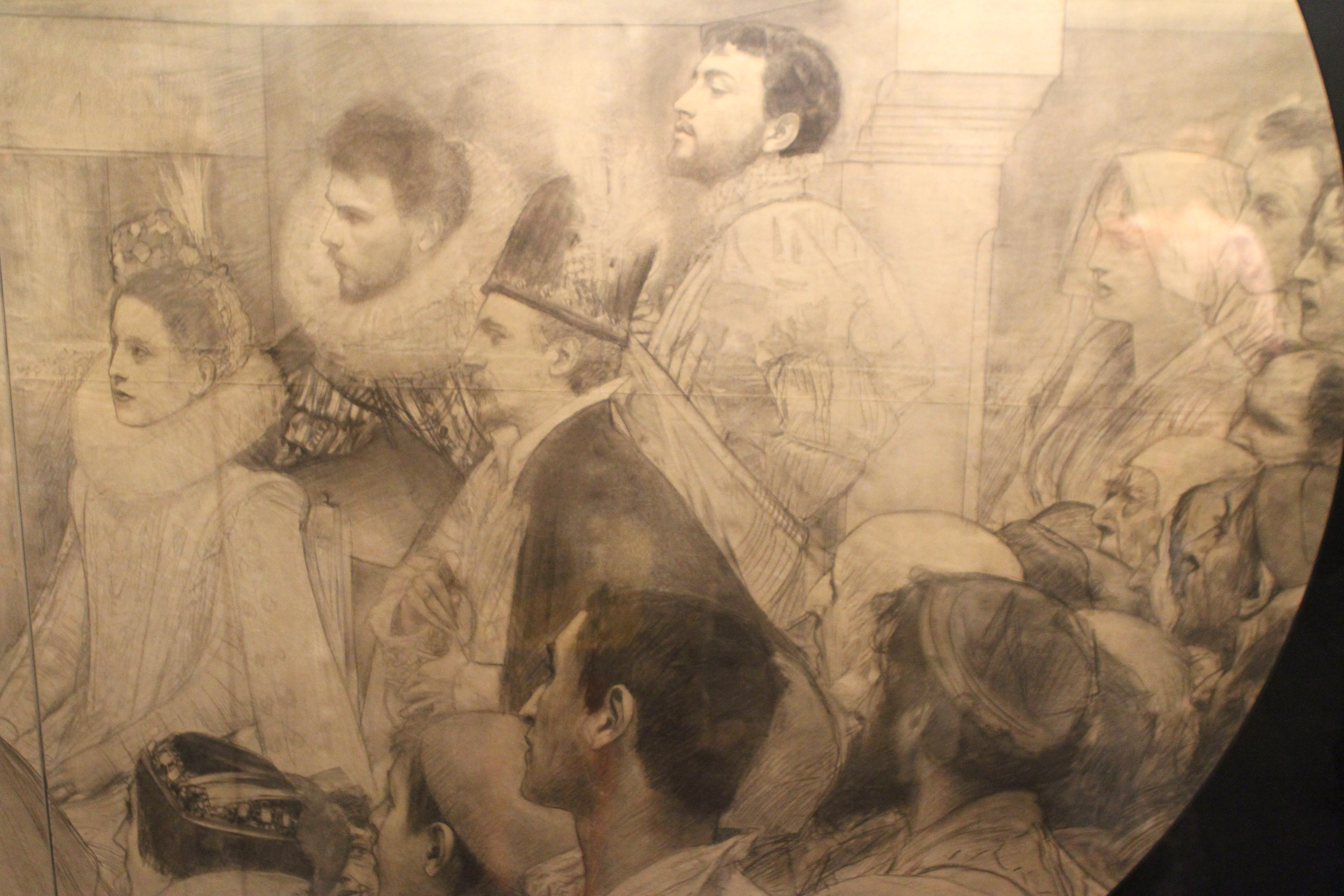
Karton van Gustav Klimt voor het Burgtheater

### Mozaïek

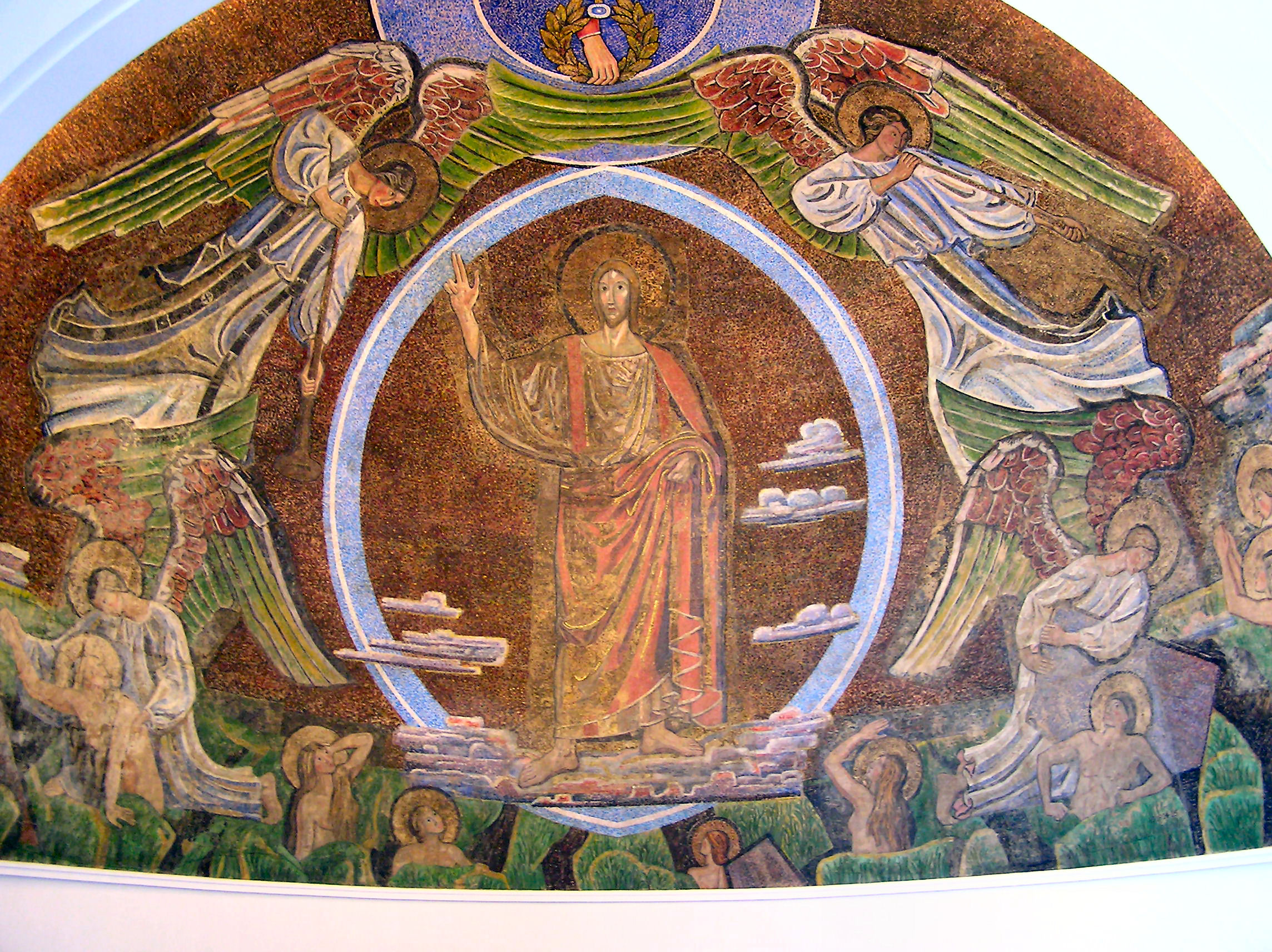
Karton voor absismozaïek in de Dom van Lund (Joakim Skovgaard)

Naar analogie met fresco's kan de karton van een mozaïek naar het zetbed worden overgebracht via het doordrukken van de contourlijnen met een griffel of via de gaatjestechniek.

### Gebrandschilderde ramen
Na het 'vidimus' van de sponsor ging de glazenier over tot het uitwerken van de opdracht op karton. De tekenaar gebruikte papier van een vrij grove kwaliteit, onderverdeeld in verschillende stroken die zelf weer uit afzonderlijke stukken bestonden.
Hij tekende met zwart. Ter verfijning konden met gewassen inkt schaduwpartijen worden aangebracht of met wit krijt contrasten. Een karton kon geheel zijn ingekleurd of kleuraanduidingen bevatten door middel van letters of cijfers. Met rode of zwarte lijnen werd de zijkant afgetekend. Verticale lijnen gaven de plaats aan van de brugijzers waarmee de afzonderlijke glaspanelen binnen de raamomlijsting werden vastgezet. Deze vierhoek bepaalde tevens de afmeting van elk glaspaneel afzonderlijk.

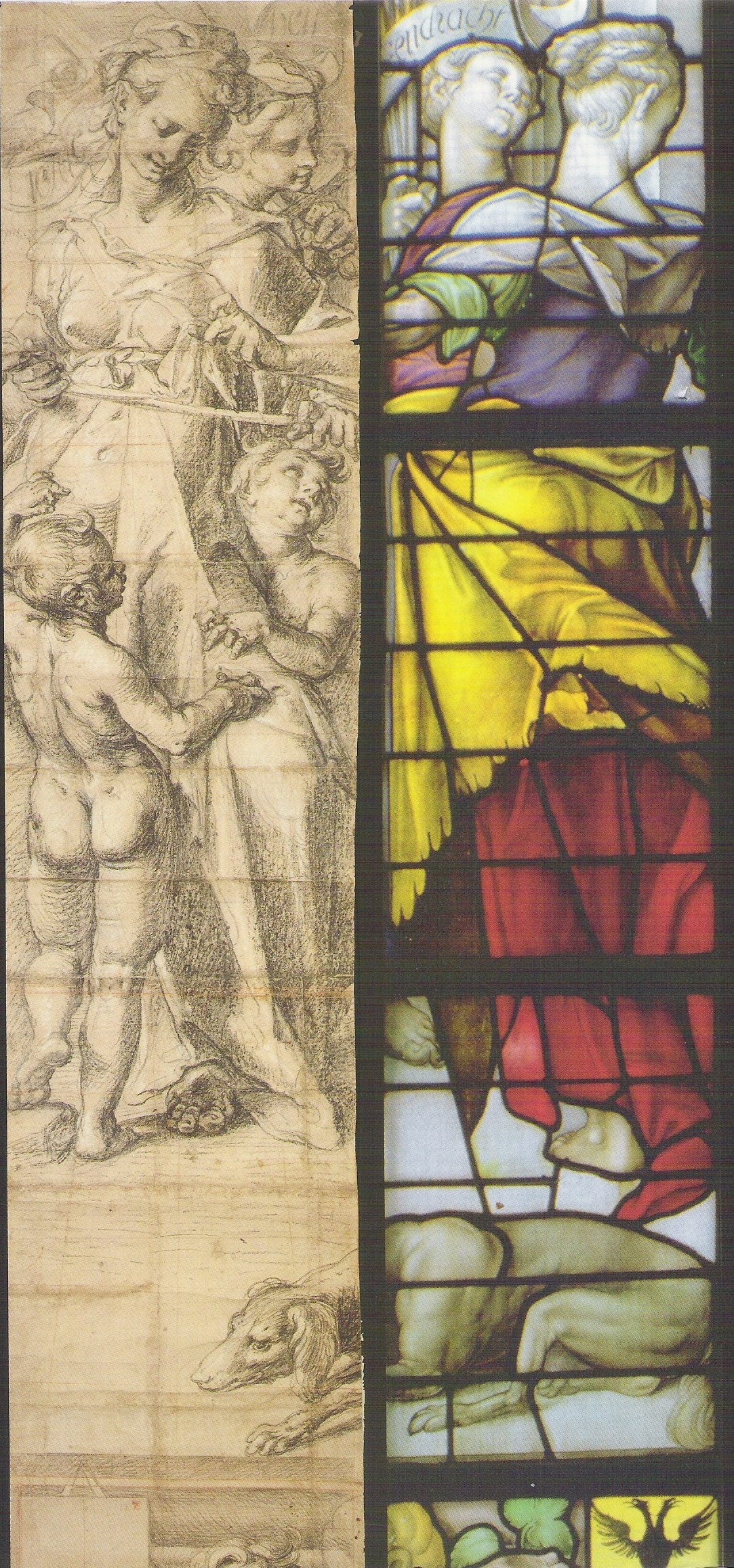
Karton en brandraam in de Sint-Janskerk van Gouda
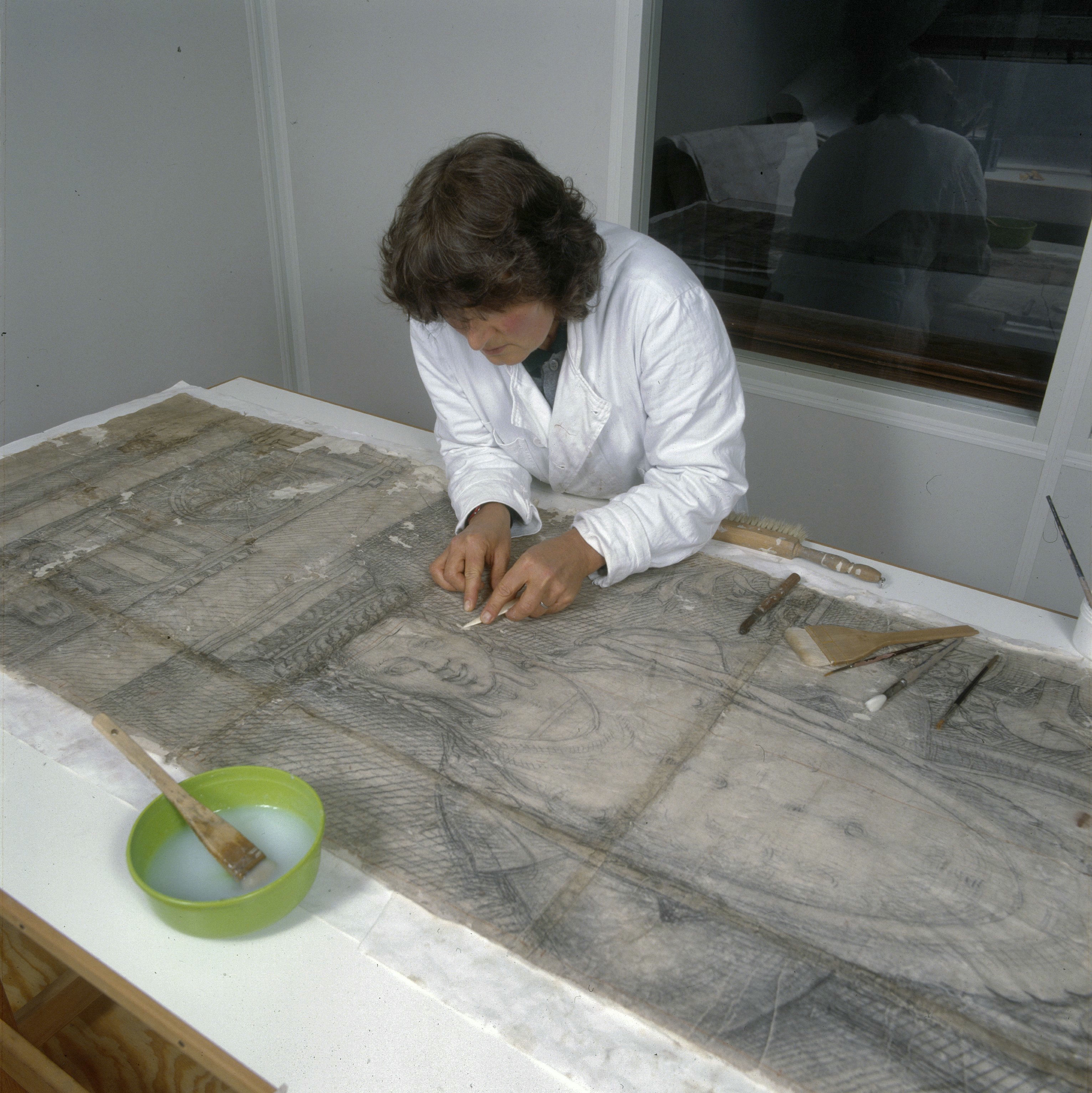
Restauratie van een karton van een van de Goudse glazen.
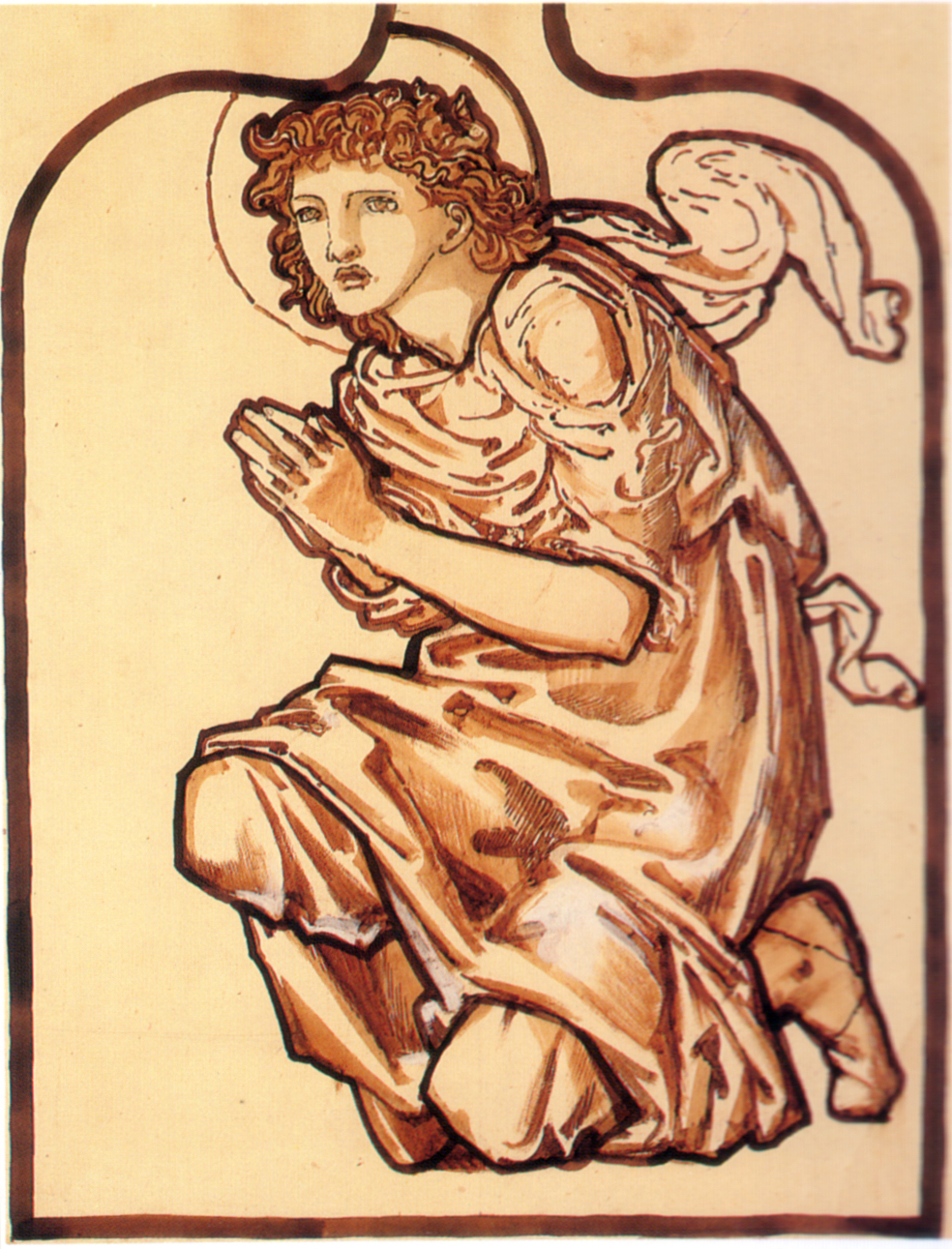
Karton van Edward Burne-Jones (1873)
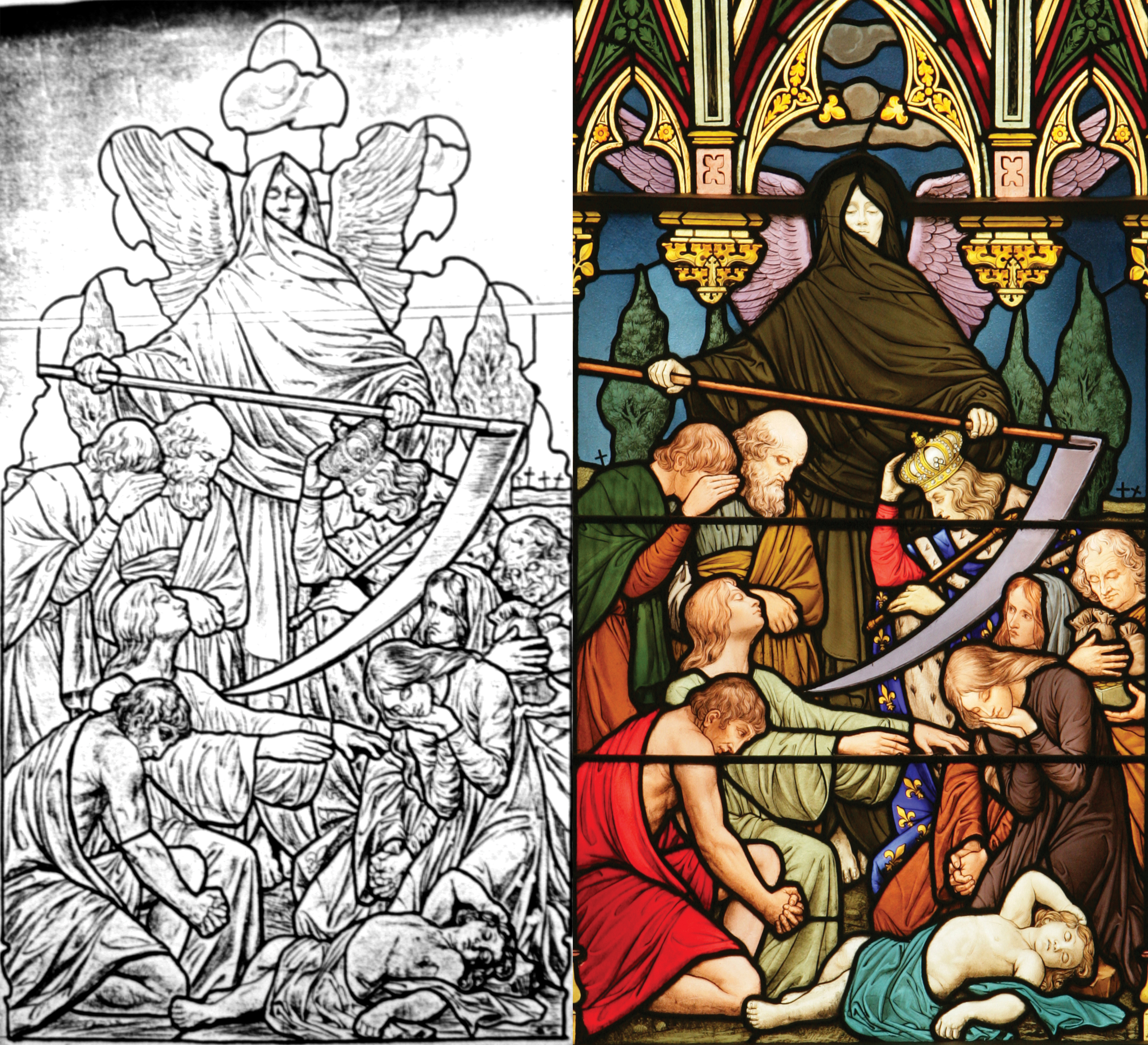
Karton en brandraam door Lucien Bégule (ca. 1900)

## Voetnoten
1. 1 2  Elizabeth A. H. Cleland (red.) (2014), Grand Design. Pieter Coecke van Aelst and Renaissance Tapestry, blz. 172 - Lees op Google Books
2. ↑  In deze laatste gevallen kan men ook driedimensionale ontwerpen maken: een maquette, een modello, een plastico of een bozzetto.
3. ↑  Joseph Duverger (1969), "Brusselse patroonschilders uit de XIVe en de XVe eeuw", in: Bloeitijd van de Vlaamse Tapijtkunst - L'âge d'or de la tapisserie flamande, blz. 220
4. ↑  Guy Delmarcel (1999), Het Vlaamse wandtapijt van de 15de tot de 18de eeuw, blz. 11-12
5. ↑  Volgens Campbell werden ze soms ook gevouwen: Thomas P. Campbell (2002), Tapestry in the Renaissance. Art and Magnificence, blz. 5
6. ↑  De techniek van het weven bij wandtapijten, 2 oktober 2006 (bezocht op 6 december 2014)
7. 1 2  Guy Delmarcel (1999), Het Vlaamse wandtapijt van de 15de tot de 18de eeuw, blz. 229
8. ↑  Cartoon, The National Gallery Glossary (bezocht op 6 december 2014)
9. ↑  Leonardo, Michelangelo and the Renaissance Cartoon, Art History Blogger, 17 juli 2011. Gearchiveerd op 30 september 2015.
10. ↑  Rachel Billinge (2007-08), Interpreting underdrawing: the results of the project and some comparatives , Making Art in Tudor Britain (bezocht op 6 december 2014)